# Agência Nacional de Detetives Pinkerton

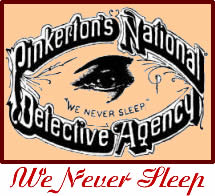
We never sleep era a divisa da agência.

A Agência Nacional de Detetives Pinkerton foi uma agência de investigação e segurança particular fundada nos Estados Unidos da América em 1850 por Allan Pinkerton, detetive que ficou famoso ao frustrar uma conspiração para o assassinato do presidente Abraham Lincoln. A maior parte dos contratos da Pinkerton girava em torno de evitar que grevistas (principalmente líderes sindicais) ocupassem ou se aproximassem das fábricas em que trabalhavam. 
O incidente mais famoso da agência nessa área de atuação foi o da Greve de Homestead de 1892, quando centenas de agentes da Pinkerton forçaram truculentamente o fim de uma greve, matando nove pessoas. Também participou de muitas ações famosas nas greves das indústrias metalúrgicas e de carvão nas regiões leste e central dos EUA, e nas greves das ferrovias no sul e no meio-oeste.
O logotipo da agência era um olho circundado pela frase We never sleep (em português, "nós nunca dormimos") e inspirou o termo private eye, sinônimo de detetive particular.
Na década de 1870, a agência foi contratada para investigar sindicalistas que trabalhavam em minas da companhia Philadelphia and Reading. Enviaram o agente James McParland para se infiltrar numa sociedade secreta dos trabalhadores, a  Molly Maguires. Usando o pseudônimo  James McKenna, o agente conseguiu adentrar e desmantelar a sociedade. A notícia do fato inspirou o conto O Vale do Medo, escrito pelo romancista Sir Arthur Conan Doyle.
Agentes da Pinkerton também foram contratados para perseguir foras-da-lei famosos do Oeste americano, tais como Jesse James, Reno Brothers e a Wild Bunch (gangue formada por Butch Cassidy e Sundance Kid, entre outros.
A Pinkerton foi responsável pela prisão, no Missouri, Estados Unidos de Ricardo Flores Magón, um dos mais notáveis anarquistas nascidos no México, que encontrava-se naquele país pregando a necessidade de uma revolução no México a fim de conter os excessos do governo de Porfírio Diaz.
Atualmente o nome Pinkerton é uma marca registrada da Companhia Securitas AB, que possui uma subsidiária chamada Pinkerton Consulting & Investigations Inc..
O Detetive Allan Pinkerton praticamente implementou a Atividade de Inteligência de Estado no setor privado no início do capitalismo industrial.

## Origens
Na década de 1850, Allan Pinkerton, detetive e espião escocês, conheceu o advogado de Chicago Edward Rucker em um salão maçônico local e formou a North-Western Police Agency, mais tarde conhecida como Pinkerton Agency.
O historiador Frank Morn escreve: "Em meados da década de 1850, alguns empresários viram a necessidade de maior controle sobre seus funcionários; sua solução foi patrocinar um sistema de detetive particular. Em fevereiro de 1855, Allan Pinkerton, após consultar seis ferrovias do meio-oeste, criou tal uma agência em Chicago".
Uma das primeiras operações da empresa foi entregar com segurança o recém-eleito presidente dos Estados Unidos, Abraham Lincoln, a Washington D.C., à luz de uma ameaça de assassinato. A detetive de Pinkerton Kate Warne foi designada e entregou Lincoln com sucesso à capital dos Estados Unidos por meio de uma série de disfarces e táticas relacionadas que exigiram que ela ficasse acordada durante toda a longa jornada. Como resultado da notoriedade pública desse sucesso, a empresa adaptou um olho aberto como seu logotipo e o slogan "Nós nunca dormimos".

## Greve de Homestead

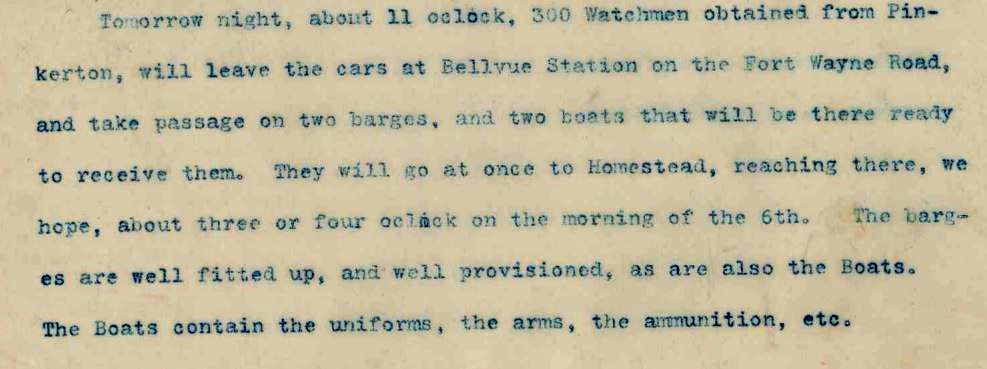
Carta de Frick descrevendo os planos e munições que estarão nas barcaças quando os Pinkerton chegarem para confrontar os grevistas em Homestead

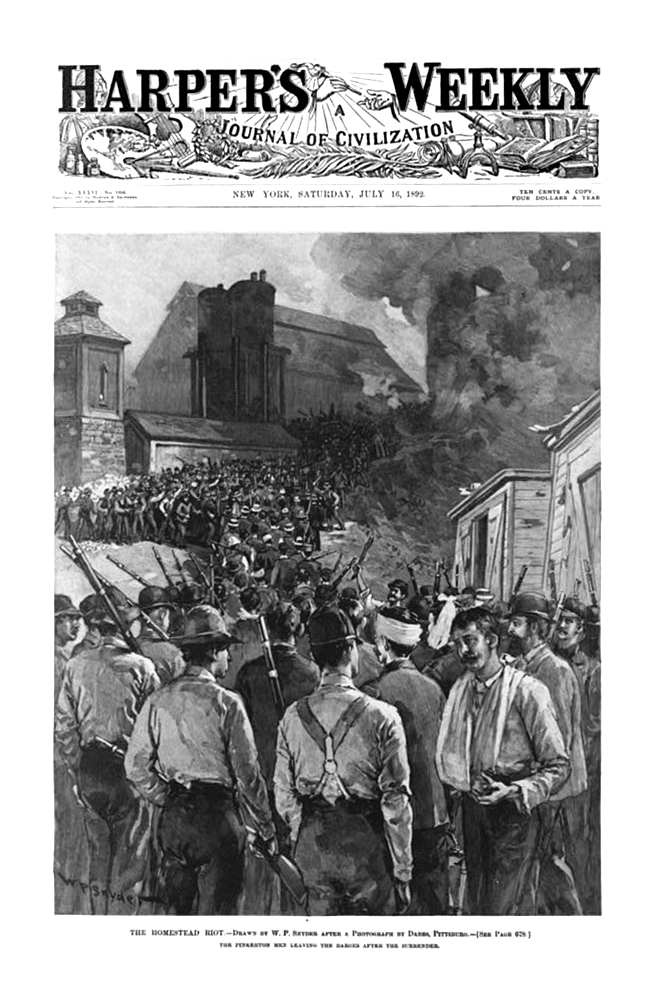
Homens Pinkerton deixando uma barcaça após sua rendição durante a greve de Homestead

Em 6 de julho de 1892, durante a Greve de Homestead, 300 detetives Pinkerton de Nova York e Chicago foram chamados pela Carnegie Aço 's Henry Clay Frick para proteger o Pittsburgh moinho -área e fura-greves. Isso resultou em um tiroteio e cerco em que 16 homens foram mortos e 23 outros ficaram feridos. Para restaurar a ordem, duas brigadas da milícia da Pensilvânia foram convocadas pelo governador.
Como um legado do envolvimento dos Pinkerton, uma ponte conectando os subúrbios de Pittsburgh, Munhall e Rankin, foi chamada de Ponte de Aterrissagem de Pinkerton.

## Frank Geyer
Em 1895 o detetive Frank Geyer rastreou o assassino de três crianças da família Pitezel, solucionando o caso e levando ao eventual julgamento e execução de um dos primeiros assassinos em série identificados dos Estados Unidos, H. H. Holmes. Geyer escreveu um livro contando a sua história. Agentes da Pinkerton já haviam apreendido Holmes anteriormente em 1894, na cidade de Boston, em razão de um mandado de prisão expedido por conta de fraude de seguros cometida por ele em Chicago.

## Era moderna
Devido a seus conflitos com sindicatos, a palavra Pinkerton continua a ser associada por sindicalistas e sindicalistas à quebra de greve, nos EUA.  Pinkertons diversificou-se da espionagem trabalhista após revelações publicadas nas audiências do Comitê La Follette em 1937, e o trabalho de detecção de crimes da empresa também sofreu com o movimento de modernização da polícia, que viu o surgimento do Federal Bureau of Investigation e o fortalecimento de agências de detetives e recursos da polícia pública. Com menos trabalho e investigação criminal em que Pinkertons prosperou por décadas, a empresa tornou-se cada vez mais envolvida em serviços de proteção e, na década de 1960, até mesmo a palavra "detetive" desapareceu do cabeçalho da agência. A empresa agora se concentra em inteligência de ameaças, gerenciamento de risco, proteção executiva e resposta ativa do atirador.
Em 1999, a empresa foi comprada pela Securitas AB, uma empresa de segurança sueca, por US$ 384 milhões, seguida pela aquisição da William J. Burns Detective Agency (fundada em 1910), rival de longa data da Pinkerton, para criar (como uma divisão da controladora) Securitas Security Services USA. Hoje, a sede da empresa está localizada em Ann Arbor, Michigan.